# Дочка ангела (фільм, 1918)
«Дочка ангела» (англ. Daughter Angele) — американська драма режисера Вільяма С. Доулана 1918 року.

## У ролях
- Полін Старк — Ангел
- Волт Вітмен — Ентоні Брентон
- Юджин Барр — Франк Чемніг
- Філо Маккалло — Боб Фортні
- Мертл Рішелл — Мері
- Майлз Маккарті — Джиммі Ші
- Гарольд Голленд — Ганс